# Бяло-Поле
Бяло-Поле (болг. Бяло поле) — село в Болгарии. Находится в Старозагорской области, входит в общину Опан. Население составляет 357 человек.

## Политическая ситуация
В местном кметстве Бяло-Поле, в состав которого входит Бяло-Поле, должность кмета (старосты) исполняет Танё Михов Танев (коалиция в составе 6 партий: Граждане за европейское развитие Болгарии (ГЕРБ), Демократы за сильную Болгарию (ДСБ), Национальное движение «Симеон Второй» (НДСВ), Земледельческий народный союз (ЗНС), Болгарский земледельческий народный союз (БЗНС), Союз демократических сил (СДС)) по результатам выборов.
Кмет (мэр) общины Опан — Минчо Динев Чавдаров (Болгарская социалистическая партия (БСП)) по результатам выборов.